# Woyo (peuple)
Pour les articles homonymes, voir Woyo.
Les Woyo sont un peuple d'Afrique centrale présent dans la république démocratique du Congo et au Cabinda. Ils constituent un sous-groupe de l'ensemble culturel Kongo.

## Ethnonymie
Selon les sources, on observe quelques variantes : Bahoyo, Bawoyo, Ngoyo.

## Langue
Leur langue est le woyo (ou kiwoyo, iwoyo, ciwoyo), une langue bantoue.

## Histoire
Vers les XIVe – XVe siècles, les Woyo forment peu à peu le royaume de Ngoyo, au cours d'un processus qui conduit dans le même temps à la formation de plusieurs autres États en Afrique centrale. Le royaume, d'abord vassal d'un royaume voisin, le Loango, s'en émancipe vers la fin du XVIe. Le Ngoyo devient alors une monarchie héréditaire dont le dirigeant a le titre de Mangoyo (roi). Aux XVe – XVIe siècle, le Ngoyo, comme les royaumes voisins, entretient des contacts commerciaux réguliers avec les Portugais et fait commerce de biens tels que l'ivoire, le cuivre, mais aussi les esclaves. Le Ngoyo est alors une monarchie héréditaire dont le dirigeant a le titre de Mangoyo (roi) ; mais le royaume est déstabilisé lorsque les denrées dont il fait commerce viennent à manquer et que les Woyo perdent peu à peu le contrôle du commerce pour devenir de simples intermédiaires des Portugais.

## Culture
Quoique proches des productions artistiques de leurs voisins Kongos, celles des Woyo présentent néanmoins quelques différences significatives. Leurs sculptures sont souvent peintes et décorées de feuilles ou de plumes à l'occasion des cérémonies.
Certains objets usuels, tels que les couvercles de récipient en bois sculpté, sont porteurs d'une forte symbolique dans les relations entre l'homme et la femme.
À la fin du XIXe siècle certains artistes réalisent des œuvres spécifiquement destinées à une clientèle européenne. C'est le cas de Voania Muba, chef woyo décédé en 1928, dont plus d'une centaine de vases figuratifs signés par lui sont conservés dans des collections publiques ou privées.

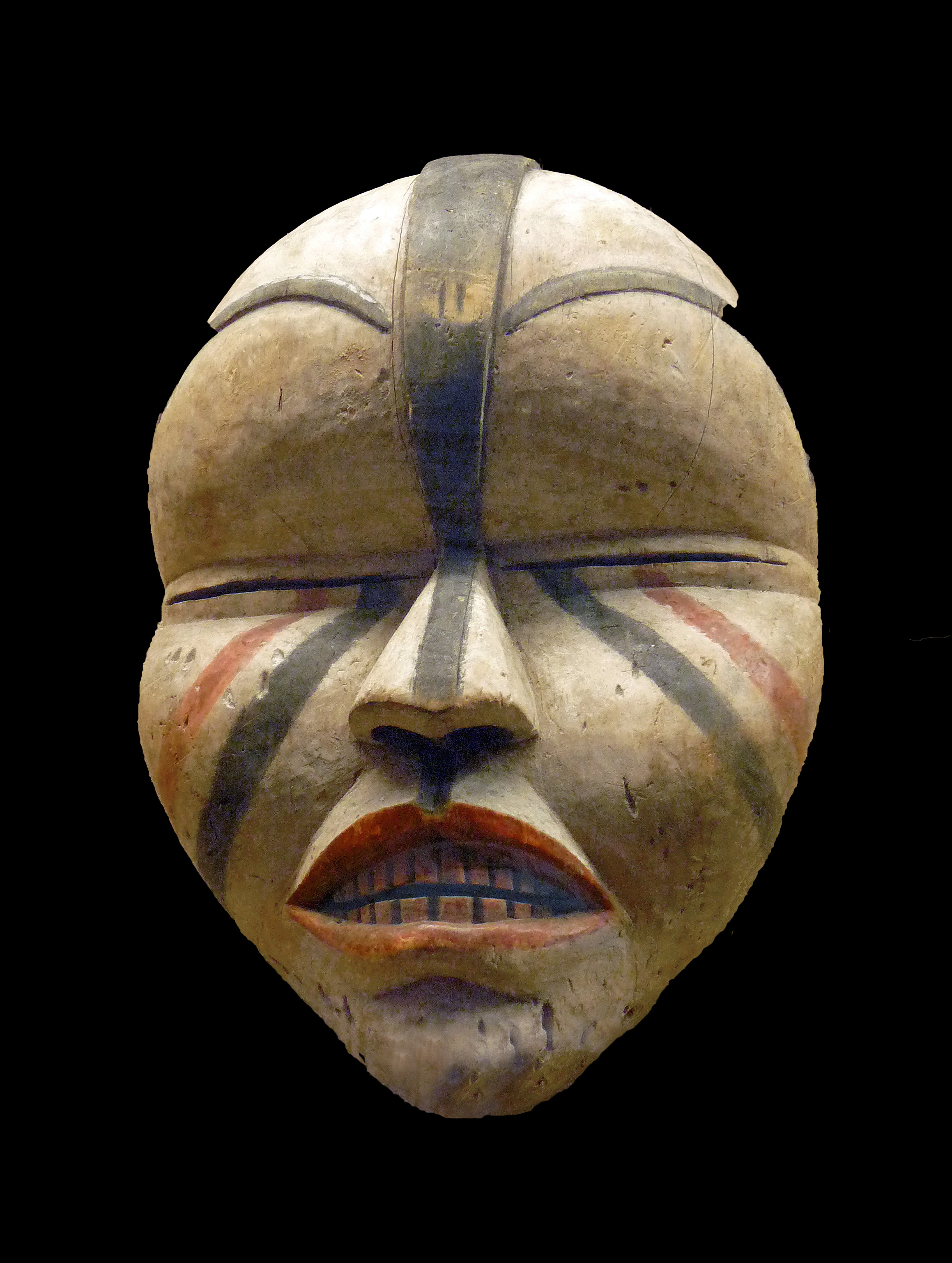
Masque ndunga
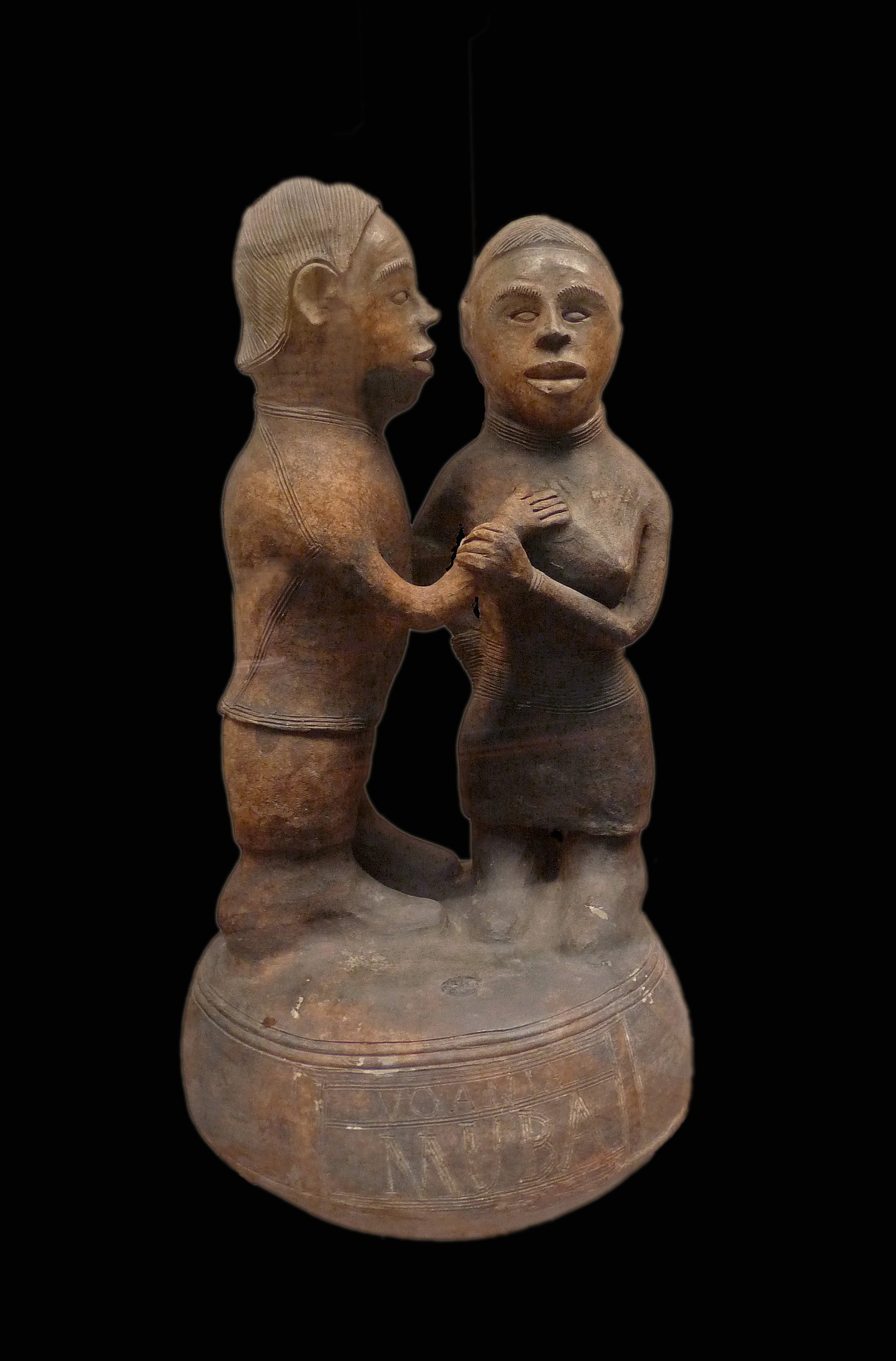
Pot figuratif de Voania Muba
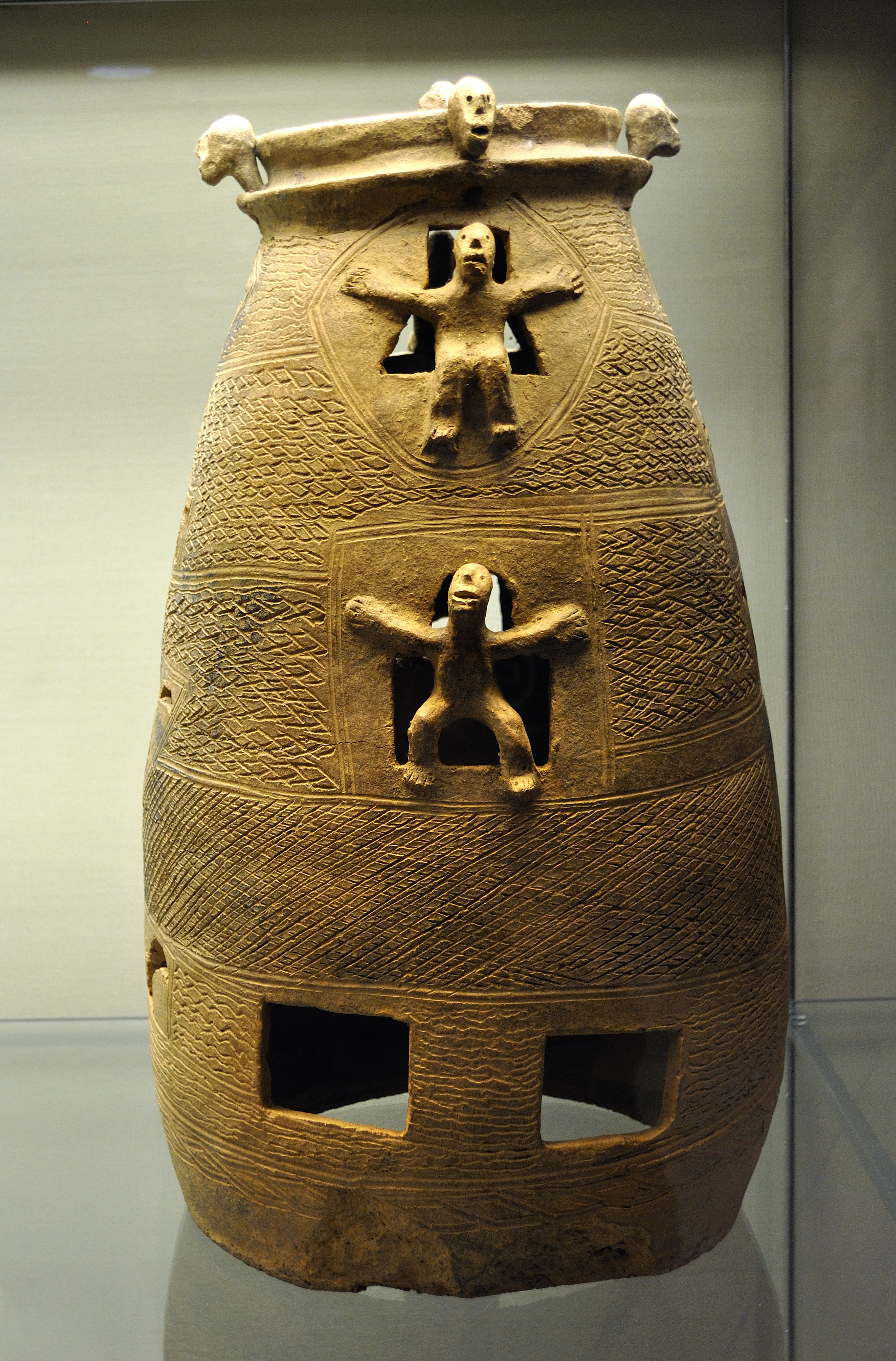
Stèle funéraire
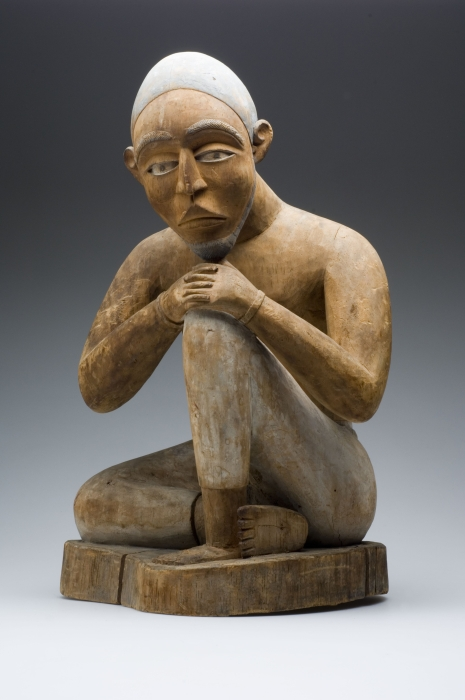
Statuette d'homme assis
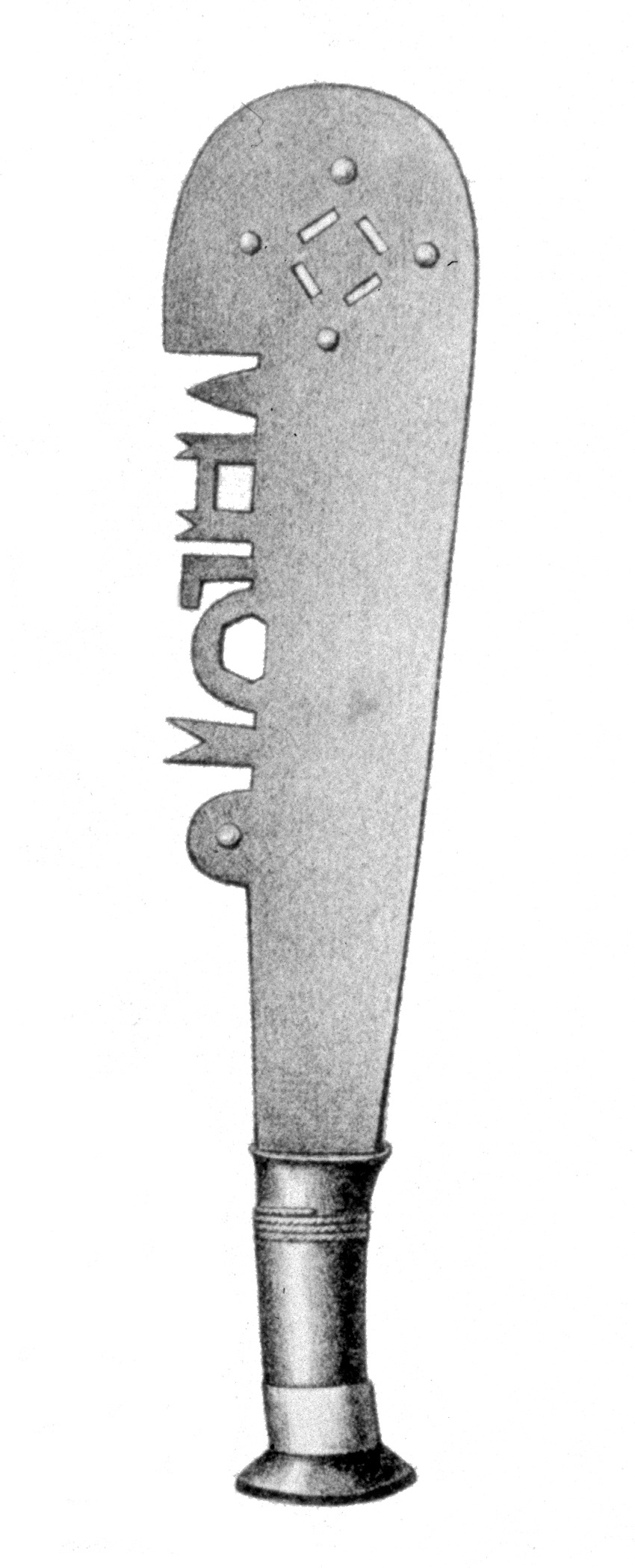
Couteau Cimpaba

## Woyo notables
- Franck Mwe di Malila
- Jonathan Mwe di Malila
- Frédéric Trigo Piula